# Seci
O Grêmio Recreativo Cultural Escola de Samba Seci é uma escola de samba da cidade de Santo André, no estado brasileiro de São Paulo.

## História
Foi fundada em 25 de outubro de 1988, por ex-jogadores do pequeno time de futebol Sociedade Esportiva Cidade Imaculada, de onde veio o nome da agremiação.
Em 2008, a SECI foi a tricampeã da primeira divisão do Carnaval de Santo André com o então presidente Edvaldo Jatobá (Val).
Em 2009 a bateria do SECI do mestre Rica ganha pela terceira vez consecutiva o estandarte de Ouro.
No ano de 2012 Seci vence mais um carnaval com o Tema: Nordeste Feito a Mão.

## Enredos
| Ano  | Colocação   | Grupo | Enredo                                                                                | Ref.          |
| ---- | ----------- | ----- | ------------------------------------------------------------------------------------- | ------------- |
| 2000 | 5º lugar    | B     | Eu sou SECI                                                                           | [ 5 ]         |
| 2001 |             | B     | 500 anos depois eles querem                                                           |               |
| 2002 |             | B     | Rir para não chorar                                                                   | [ 6 ]         |
| 2003 | Vice-campeã | B     |                                                                                       | [ 7 ]         |
| 2004 | Campeã      | B     | Do risco ao rabisco eu faço história                                                  | [ 8 ]         |
| 2005 | Campeã      | A     | Coloquei, tirei, mas quem sou, eu sei e transformou em samba a história das máscaras. | [ 9 ]         |
| 2006 | 4º lugar    | A     | Amazonas, lendas e riqueza de um paraíso verde                                        | [ 7 ] [ 10 ]  |
| 2007 | Vice-campeã | A     | Fazer o bem sem olhar a quem                                                          | [ 11 ]        |
| 2008 | Campeã      | A     | Lua deusa da noite                                                                    | [ 3 ] [ 12 ]  |
| 2009 | 3º lugar    | A     | Os incas, Império do sol                                                              | [ 13 ]        |
| 2010 | Campeã      | A     | Seci, essa é a Nossa Marca                                                            | [ 14 ]        |
| 2011 | 3º lugar    | A     | Vermelho como sangue, vibrante como fogo                                              | [ 15 ] [ 16 ] |
| 2012 | Campeã      | A     | O Nordeste Feito à Mão                                                                | [ 17 ] [ 18 ] |
| 2013 | 3º lugar    | A     | A Essência da Vida Refletida em Nosso Pavilhão, o Quinto Elemento                     | [ 19 ] [ 20 ] |
| 2014 | 4º lugar    | A     | Afoxé é cortejo, é ritual. A Seci é festa, é Carnaval.                                | [ 21 ] [ 22 ] |
| 2015 | 4° Lugar    | A     | Um Gesto Vale mais que Palavras                                                       |               |
| 2016 | 3° Lugar    | A     | Flash Back                                                                            |               |

## Títulos
- Campeã do Grupo A: 2005, 2008, 2010, 2012
- Campeã do Grupo B: 2004